# Send It On
Send It On è una canzone pop cantata da Miley Cyrus, Selena Gomez, Demi Lovato e dai Jonas Brothers. Il gruppo, promosso come "Disney Amici per il cambiamento" (titolo originale Disney Friends For Change), deriva dall'iniziativa Disney per l'ambiente che prende lo stesso nome, appunto Disney Friends For Change. La canzone è stata pubblicata l'11 agosto 2009 negli Stati Uniti come singolo di beneficenza a vantaggio delle associazioni internazionali per l'ambiente. È stata scritta da Adam Anders, Nikki Hassman and Peer Astrom, gli stessi che hanno scritto "Hoedown Throwdown" per Miley Cyrus. Il 23 dicembre 2009 è stato creato il primo forum su Send It On.

## Video musicale
Il 6 giugno 2009, Demi Lovato conferma, con il suo account Twitter di essere sul set del video della corrispettiva canzone. Il videoclip andò in onda per la prima volta su Disney Channel il 14 agosto 2009.
Il video comincia con Miley Cyrus e Nick Jonas seduti agli estremi di un palco, dove Nick suona una chitarra acustica e Miley canta il primo verso della canzone. Successivamente vengono mostrati entrambi i cantanti in piedi sul palco, illuminato con dei fari posti sul retro, mentre cantano il ritornello. In seguito vengono mostrati Demi Lovato e Joe Jonas, i quali cantano il secondo verso. Si mostra poi l'intero gruppo che canta il ritornello, con mostrato dietro di loro uno sfondo di un cielo azzurro. Selena Gomez e Kevin Jonas procedono a cantare il terzo verso della canzone, per poi scendere assieme al gruppo dal palco e mettersi a correre su un prato verde. Mentre la canzone sta terminando il gruppo di cantanti raggiunge un divano, sul quale si siede per poi attendere l'arrivo di altre persone dietro di loro. Il video si conclude con un'inquadratura del cielo sovrastante.

## Classifica
| Classifica (2010)      | Posizione massima |
| ---------------------- | ----------------- |
| U.S. Billboard Hot 100 | 20                |